# Église de Vittskövle
L'église de Vittskövle (en suédois Vittskövle kyrka) est une église située dans la commune de Kristianstad, en Suède.
Elle fut initialement construite pendant les XIIe et XIIIe siècles, puis complétée à son nord au XVe siècle par une chapelle dédiée à sainte Anne. Pendant ce siècle furent également construites les voûtes qui furent décorées dans les années 1480 par des peintures murales représentant des épisodes de la Genèse. Ces peintures ont été restaurées au XXe siècle. Dans le chœur est représentée la légende de saint Nicolas, alors que la chapelle présente des représentations de quatre saintes : sainte Barbe, sainte Ursule, sainte Gertrude et sainte Catherine.
La tour fut construite au XVIe et au XVIIe siècle fut ajoutée une chapelle tombale pour la famille Barnekow.
La cuve baptismale date du Moyen Âge.